# Implantation de chondrocytes autologues (ACI)
L'implantation de chondrocytes autologues (ACI) est un traitement biomédical qui répare les lésions du cartilage articulaire. L’ACI assure un soulagement de la douleur tout en freinant considérablement la progression ou en retardant l’opération consistant à remplacer en partie ou en sa totalité l’articulation (remplacement du genou). Grâce à l’ACI, les personnes souffrant de lésions du cartilage articulaire peuvent reprendre leur style de vie normal : retrouver leur mobilité, retourner au travail, voire se remettre au sport.

## Concept
Les procédures ACI visent à fournir des tissus réparateurs hyalins complets pour le rétablissement du cartilage articulaire. Au cours des 20 dernières années la procédure s’est de plus en plus répandue et actuellement il s’agit sans doute de la technique de réparation du cartilage articulaire la plus développée.
La technique chirurgicale appliquée sur des êtres humains a été publiée pour la première fois par Brittberg en 1994. Il a rapporté de bons résultats prometteurs sur 23 patients présentant des défauts sur les condyles fémoraux (Brittberg et al, 1984). La technique semble également prometteuse quant aux résultats à long terme.

## Fonctionnement de l’implantation de chondrocytes autologues
Cette procédure de réparation du cartilage articulaire basée sur des cellules se fait en trois phases. Lors d’une première phase, entre 200 et 300 milligrammes de cellules de chondrocyte sont rassemblés par arthroscopie à partir d’une zone non chargée soit de la fossette intercondylienne soit de la crête supérieure du condyle fémoral médial ou latéral du patient.
Ces cellules récoltées sont cultivées in vitro dans un laboratoire spécialisé pendant environ quatre à six semaines, jusqu’à ce qu’il y ait suffisamment de cellules pouvant être réimplantées dans la zone affectée du cartilage articulaire.
Le patient subit ensuite un deuxième traitement lors duquel les cellules chondrocytes sont appliquées sur la zone touchée lors d’une opération à genou ouvert (appelée également arthrotomie). Ces cellules autologues sont censées s’adapter à leur nouvel environnement en formant du cartilage neuf. Pendant l’implantation, les cellules chondrocytes sont appliquées sur la zone affectée en combinaison avec une membrane (périoste tibial ou biomembrane) ou prégermées dans une matrice échafaudé.